# GEMA
GEMA (нем. Gesellschaft für musikalische Aufführungs- und mechanische Vervielfältigungsrechte, Общество по управлению правами на публичное исполнение и механическое воспроизведение музыки) — негосударственная организация в организационно-правовой форме правоспособного экономического объединения в соответствии с § 22 БГБ, осуществляющая коллективное управление авторскими правами в Германии.

## Результаты финансовой деятельности
|                                             | 2010  | 2009  | 2008  |
| ------------------------------------------- | ----- | ----- | ----- |
| Объём сборов в млн.€                        | 863,0 | 841,1 | 823,0 |
| Объём административных расходов в млн.€     | 127,1 | 128,0 | 122,4 |
| Распределено среди правообладателей в млн.€ | 735,9 | 713,1 | 700,7 |
| Доля административных расходов              | 14,7% | 15,2% | 14,9% |

## Международная деятельность
GEMA является членом Международного бюро обществ, управляющих правами механической записи и воспроизведения (BIEM) и Международная конфедерация обществ авторов и композиторов (CISAC).
Партнером GEMA в Российской Федерации является Российское авторское общество.

## GEMA и YouTube
GEMA на протяжении нескольких лет находилась в конфликте с видеосервисом YouTube, принадлежащим Google; в результате множество размещенных на YouTube записей — в первую очередь видео с музыкой, принадлежащей крупнейшим лейблам звукозаписи — было недоступно на территории Германии. Блокировка была начата с 5 марта 2009 года, когда срок действия старого соглашения о лицензионных отчислениях истек, а о новом компания YouTube и GEMA не смогли договориться. В 2012 году земельный суд Гамбурга, рассматривавший иск GEMA к YouTube, обязал видеосервис удалить семь видеозаписей, загруженных с нарушением авторских прав, и в будущем создать программный фильтр, который позволил бы автоматически обнаруживать такие нарушения. В ноябре 2016 года GEMA и YouTube подписали новое соглашение о лицензионных отчислениях, что позволило восстановить доступ к ранее заблокированным на территории Германии видеозаписям.

## Критика
В интервью журналу brandeins в 2012 году профессор доктор Томас Хёрен поделился следующим: по его мнению в проистекающем из 30-х годов конструкте GEMA уже в те времена присутствовали "мафиозные" структуры, которые и по настоящий день контролируют GEMA.. Вслед за интервью GEMA потребовала официального опровержения. В своём опровержении профессор Хёрен указал:

Конечно же GEMA не имеет ничего общего с мафией. Между ними есть очень много различий, в частности, мафия осуществляет свою деятельность из Италии, GEMA же из Мюнхена; мафия отрубает своенравным пальцы, подобные практики со стороны Gema мне неизвестны; мафия задействована в нелегальной проституции, убийствах, отмывании денег, тогда как GEMA нет.